# Qu Yuan
Ne doit pas être confondu avec Tashi Dorje.
Œuvres principales
Li sao 《离骚》, Tian wen 《天问》, Jiu ge 《九歌》, Jiu zhang 《九章》, Da zhao 《大招》, Yuan you 《远游》, Bu ju 《卜居》, Yufu 《渔父》
Qu Yuan (chinois : 屈原 ; pinyin : qū yuán ; EFEO : K'iu Yuan), né en 340 av. J.-C. et mort en 278 av. J.-C., est un poète chinois du royaume de Chu. Ses poèmes constituent une partie des Chants de Chu.

## Biographie
La biographie de Qu Yuan est connue à la fois par les Mémoires historiques de Sima Qian et par ses propres poèmes.
D'après Sima Qian, Qu Yuan descend de la maison royale de Chu et a été secrétaire du roi Huai. En butte aux intrigues d'un autre conseiller, Shang Guan, Qu est renvoyé par Huai. Cet événement est à l'origine de l'écriture du « Li sao ». Après la capture de Huai, qui avait négligé les conseils de Qu, par le royaume de Qin, Qu est exilé par son successeur Qingxiang, fils aîné de Huai, là encore en raison des manœuvres de Shang Guan. Qu se suicide par noyade dans la rivière Miluo, après la défaite du royaume de Chu par les Qin,.
Sa mort est commémorée lors de la fête du Double Cinq (le cinquième jour du cinquième mois, appelée généralement Duanwu Jie en chinois et Fête des bateaux-dragons en français).

## Œuvre
Qu est l'initiateur de la poésie personnelle chinoise. Dans la tradition lettrée postérieure, il est le modèle du poète moral et patriote.
Ses poèmes ont été conservés dans les Chants de Chu. Certains sont influencés par le chamanisme, notamment le Li sao (Tristesse de la séparation), le premier long poème de la poésie chinoise, et les Neuf Chants. Le Tian wen, ou Questions au Ciel, est constitué d'une série de questions dont les réponses ne sont pas données et évoque de nombreux mythes et événements de l'Antiquité. Ses vers sont de quatre syllabes, comme le Classique des vers.

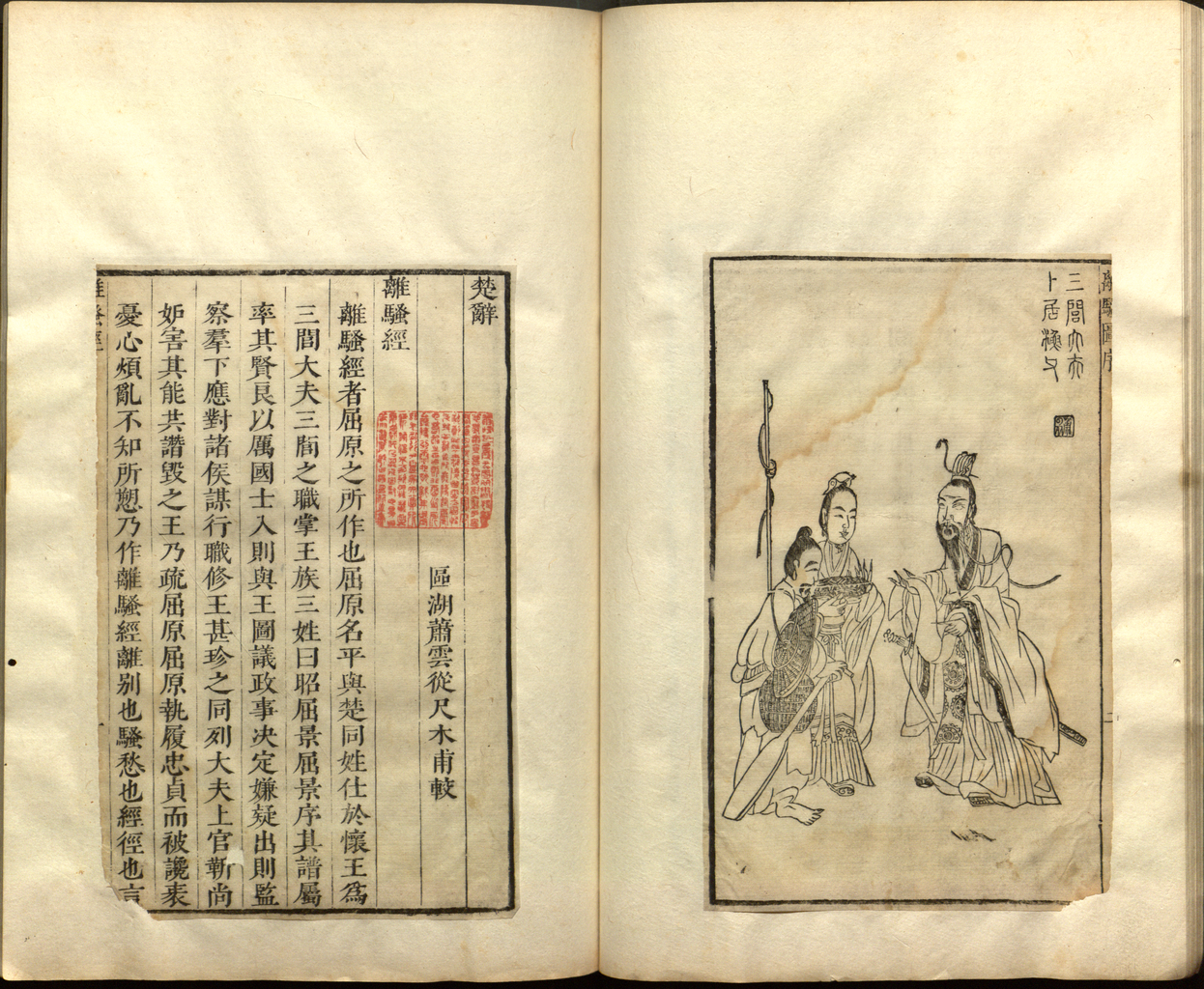
Qu Yuan interrogeant un pêcheur. Édition de 1645 du Li sao illustrée par Xiao Yuncong (gravures de Tang Yongxian).

D'autres poèmes sont d'inspiration taoïste et ont pour thème la retraite hors du monde. Dans le Bu ju (卜居, bǔjū Divination pour savoir ce qu'il faut faire, ce terme signifie également « élire domicile » aujourd'hui en chinois), le poète interroge un devin pour savoir s'il faut être intransigeant ou accepter le compromis avec le monde, mais la réponse du devin est que son art ne peut répondre à cette question. Le Pêcheur (渔父 / 漁父, yúfù) met en scène la rencontre entre Qu Yuan, en exil, et un pêcheur. Ce dernier donne une leçon de sagesse à Qu, comme dans d'autres paraboles taoïstes où un personnage humble en remontre à celui qui est censé être un modèle de sagesse.
Les Annales des Han antérieurs lui attribuent vingt-cinq fu, désormais perdus.

## Traductions
- (fr + zh) Le Li sao, poème du iiie siècle avant notre ère, trad. Hervey de Saint-Denys, Paris, Maisonneuve, 1870. [lire en ligne]
- (fr) (zh) Qu Yuan (trad. Jean-François Rollin), Li Sao, Jiu Ge et Tian Wen, Éditions de la Différence, coll. « Orphée », 1990, 127 p.
- Qu'Yuan, Élégies de Chu, traduit du chinois, présenté et annoté par Rémi Mathieu, Paris, 2004.